# O Vale das Bonecas
Valley of the Dolls (br/pt: O Vale das Bonecas) (1967) é um drama estadunidense dirigido por Mark Robson e estrelado por Barbara Parkins, Patty Duke, Sharon Tate,  Paul Burke e Susan Hayward, entre outros. O filme é baseado no best-seller do mesmo nome de Jacqueline Susann, que vendeu mais de 30 milhões de cópias nos Estados Unidos e foi traduzido em mais de 20 línguas.
Um grande sucesso de bilheteria e um grande fracasso de crítica, ele foi relançado dois anos depois, após o assassinato de Sharon Tate pela Família Manson, provando novamente seu sucesso com o público americano. A música-tema do filme, cantada por Dionne Warwick, se tornou um grande sucesso, vendendo mais de um milhão de cópias e atingindo a posição #2 da Billboard 
O termo "bonecas" é um gíria relativa a antidepressivos, pílulas, drogas e barbitúricos para dormir, usados com prescrição médica, muito em voga na época no meio artístico americano.

## Sinopse
Três jovens mulheres aspirando a uma carreira bem sucedida encontram-se em Nova York. Neely O'Hara (Duke) é uma garota de talento que canta num musical da Broadway onde a grande estrela é a legendária Helen Lawson (Hayward); Jennifer North (Tate) é uma atriz de grande beleza e talento limitado, que atua no coro do musical; Anne Welles (Parkins) é uma ingênua do interior que chegou recentemente à cidade e trabalha para a agência que representa Lawson.
Neely, Jennifer e Anne tornam-se amigas rapidamente, compartilhando os laços de ambição profissional e a tendência de se apaixonar pelos homens errados. Neely é demitida da peça porque Lawson a considera uma ameaça, mas auxiliada por um advogado da agência teatral de Lawson, começa a participar de eventos menores e de teletons na televisão que a tornam famosa da noite para o dia e se muda para Hollywood atrás de uma carreira como estrela de cinema. Depois que se torna uma estrela, Neely não apenas passa a ter o mesmo comportamento egoísta e arrogante de Lawson, como se torna dependente de "dolls", drogas com prescrição médica, especialmente pílulas de Seconal, Nembutal e vários estimulantes. Ela acaba traindo o marido, a carreira despenca e Neely é internada num sanatório.
Jennifer segue os passos da amiga e se muda para Hollywood, onde se casa com um cantor da noite, Tony Polar (Tony Scotti) e engravida. Quando descobre que o marido tem, hereditariamente, a Doença de Huntington, um fato que a meia-irmã e empresária dominadora Miriam (Lee Grant) ocultava, ela aborta a criança. Diante das sempre crescentes despesas médicas do marido, ela começa a trabalhar em filmes franceses eróticos para pagar as contas.
Anne, que havia se tornado uma modelo de sucesso, também se vicia em pílulas e barbitúricos para escapar de sua relação condenada com o promíscuo Lyon Burke (Burke), que tem um caso com Neely. Jennifer é diagnosticada com câncer de mama - que Jacqueline Susann enfrentava quando escreveu o livro em 1966 e passou para sua personagem  -  e, precisando de uma mastectomia, liga para a mãe em busca de apoio moral e financeiro. Sua mãe lhe nega auxílio, constrangida pelos filmes que a filha tem feito e dizendo que tem seus próprios problemas financeiros. Deprimida, Jennifer comete suicídio com uma overdose de pílulas para dormir.
Neely consegue se reabilitar depois de uma temporada internada e tenta novamente reconstruir a carreira, mas sucumbe novamente ao vício de barbitúricos e de álcool e entra num completo declínio. Anne consegue livrar-se de seu relacionamento com Burke e retorna à vida pacata de Lawrenceville, New England, de onde tinha vindo para tentar a sorte em Nova York.

## Elenco
- Barbara Parkins .... Anne Welles
- Patty Duke .... Neely O'Hara
- Sharon Tate .... Jennifer North
- Paul Burke .... Lyon Burke
- Lee Grant .... Miriam
- Susan Hayward .... Helen Lawson
- Martin Milner .... Mel Anderson
- Tony Scotti .... Tony Polar

## Produção
O final do filme é completamente diferente do livro. Anne Welles nunca se casa nem tem um filho com Burke, o que acontece no livro. Esta mudança de última hora no roteiro, tão fora do padrão estabelecido pela personagem no livro e já conhecido por milhões de leitores, fez com que o roteirista original Harlan Ellison removesse seu nome e seu crédito de roteirista do filme.
A autora do livro, Jacqueline Susann, faz uma pequena ponta no filme como repórter, assim como um futuro astro, Richard Dreyfuss. Judy Garland estava originalmente escalada para o papel de Helen Dawson, mas foi demitida após aparecer bêbada para gravar suas cenas, sendo substituída por Susan Hayward depois que as filmagens já tinham começado.

## Principais prêmios e indicações
Oscar 1968 (EUA)
- Indicado na categoria de melhor trilha sonora adaptada.

Globo de Ouro 1968 (EUA)
- Indicado na categoria de atriz mais promissora (Sharon Tate).[7]